# Р-12

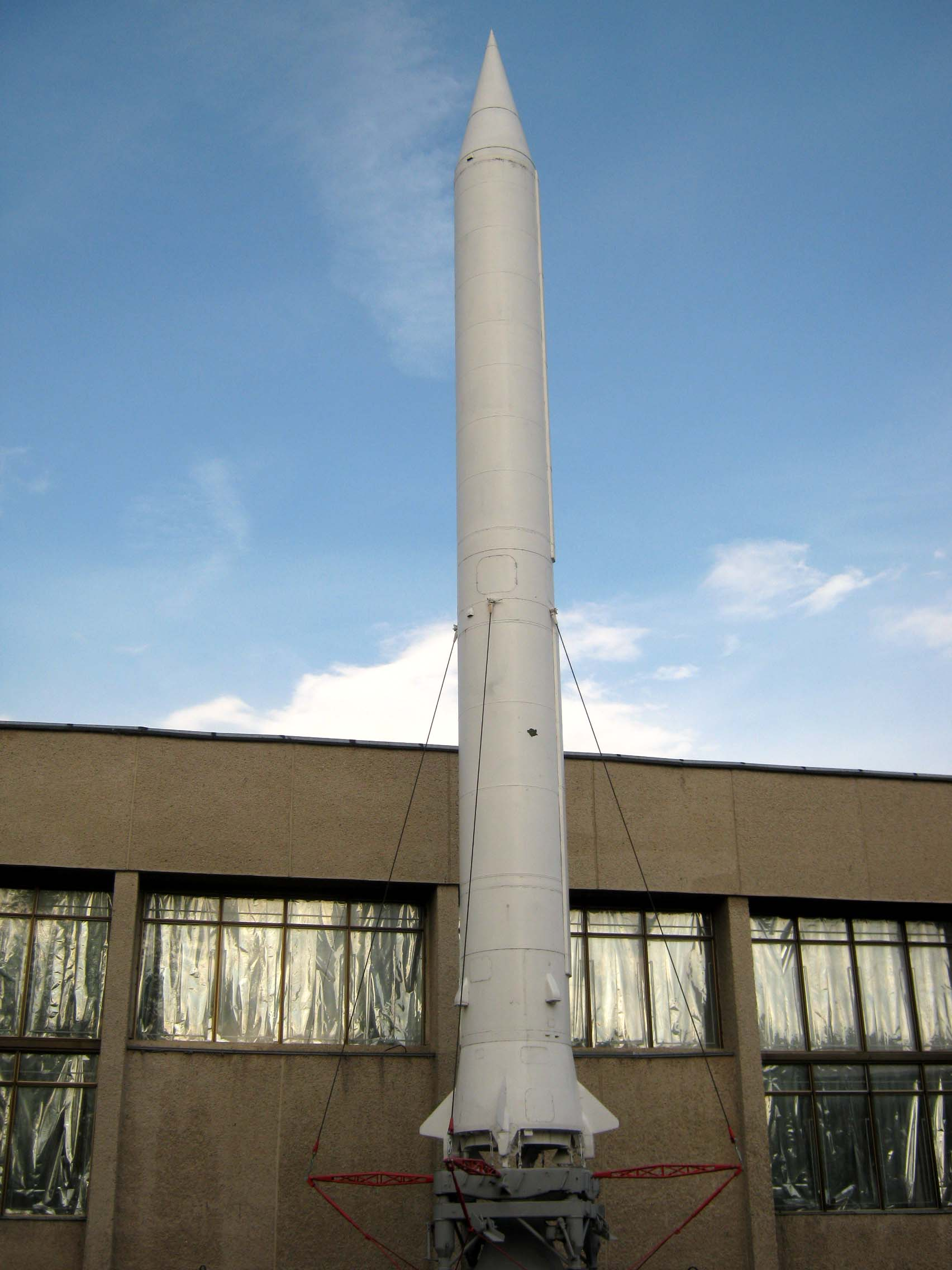
Ракета Р-12 біля музею космонавтики у Житомирі.

Р-12 (Індекс ГРАУ — 8К63, Кодова назва НАТО — SS-4 «Sandal»)  — радянська балістична ракета середньої дальності, перша самостійна розробка ОКБ-586 — майбутнього КБ «Південне». Головний конструктор — Михайло Янгель.

## Історія
Розробку конструкції Р-12 розпочато 1955. На той час дніпропетровський завод № 586 виробляв ракети, створені у ОКБ-1 під керівництвом головного конструктора Сергія Павловича Корольова — Р-1, Р-2 та, передусім, Р-5, конкурентом якої мала стати Р-12. Істотним недоліком згаданих ракет була значна тривалість передстартової підготовки, пов'язана з використанням кріогенного окисника. Оскільки рідкий кисень швидко випаровується, ракету не можна зберігати на бойовому чергуванні у заправленому стані, що істотно знижує боєготовність.
Ракета Р-12 за головними характеристиками належала до того самого класу, що і Р-5, і була до певної міри її «спадкоємицею» (зокрема, мала такий самий діаметр, успадкований ще від німецької A4 (Фау-2)). Проте її двигун РД-214 конструкції Валентина Глушка використовував як окисник суміш динітрогену тетраоксиду та нітратної кислоти, яка (попри токсичність і екологічну шкідливість) могла зберігатись у баках заправлених ракет тривалий час і давала змогу тримати на бойовому чергуванні заправлені ракети.
Іншою істотною перевагою Р-12 була повністю автономна система керування, на відміну від Р-5, де, окрім інерційної, застосовувалась і більш вразлива під час бойових дій система радіонаведення.
Ракета Р-12 призначалась для перенесення термоядерної бойової частини масою близько 1600 кг і потужністю від 1 до 2 мегатон на відстань до 2 тис. км. Була також розроблена модифікація, призначена для встановлення у захищених шахтних пускових установках.
У жовтні 1962 партія ракет Р-12 (і Р-14) була розміщена на Кубі, що спричинило Карибську кризу, яка поставила світ на межу ядерної війни.
Ракету Р-12 застосовували для доставки ядерних зарядів під час проведення серії висотних та космічних ядерних випробувань у межах так званої операції "К", ядерні вибухи при цьому здійснювали на висотах від 60 до 300 км.
Р-12 використовувалась також як космічна ракета-носій для виведення малих штучних супутників Землі, переважно військового призначення. Усього за період з 1962 по 1977 було здійснено 165 таких пусків.